# Балка Лозова (притока Жеребця)
Балка Лозова — балка (річка) в Україні в Борівському й Сватівському районах Харківської й Луганської областей. Права притока річки Жеребця (басейн Дону).

## Опис
Довжина балки приблизно 6,91 км, найкоротша відстань між витоком і гирлом — 6,47 км, коефіцієнт звивистості річки — 1,07. Формується декількома струмками та загатами. У верхів'ї балка пересихає.

## Розташування
Бере початок на південно-східній стороні від села Копанки. Тече переважно на південний схід понад селом Надія і на північно-західній околиці села Райгородка впадає в річку Жеребець, ліву притоку річки Сіверського Дінця.

## Цікаві факти
- У XX столітті на балці існували молочно-тваринні ферми (МТФ) та декілька газових свердловин[2], а у XIX столітті — 1 вітряний млин[1].